# La mesura del cercle

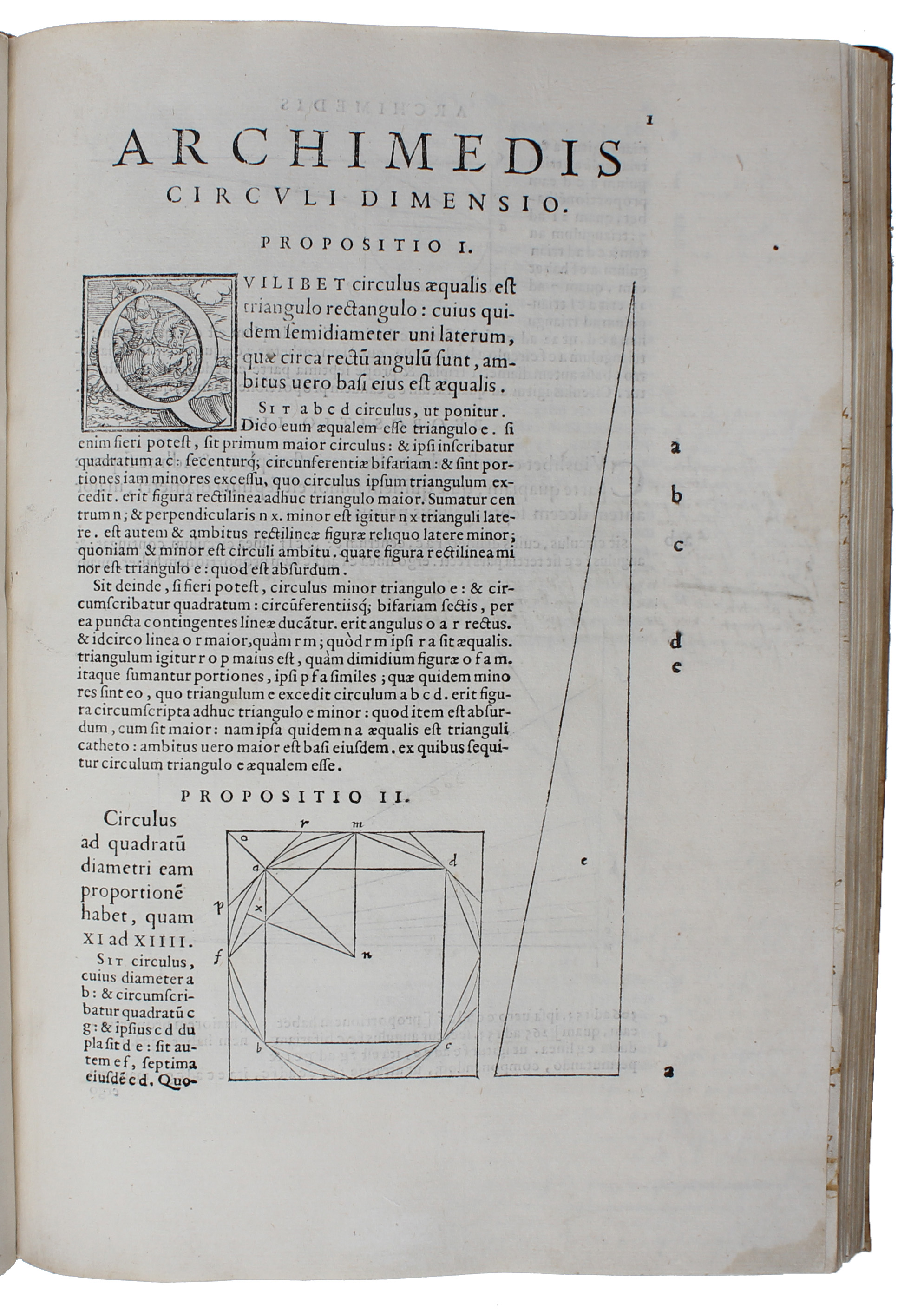
Pàgina de l'obra escrita per Arquímedes.

La mesura del cercle és una obra matemàtica escrita per Arquimedes de Siracusa al voltant del segle III aC. Exposa dues propietats geomètriques del cercle i troba una aproximació prou bona sobre la relació que hi ha entre el perímetre i el diàmetre d'un cercle. Aquesta constant és coneguda avui dia com a pi.
Aquest llibre consta de tres proposicions: a la primera troba una relació d'àrees del cercle amb el triangle rectangle, a la segona troba la relació d'àrees entre el cercle i el quadrat i a la tercera, troba una relació entre el perímetre del cercle i el seu diàmetre.
Com que no es conserva la versió original escrita per Arquimedes i que només ens han arribat diverses traduccions, es creu que la segona proposició i la tercera van ser intercanviades, car la segona proposició es demostra amb el resultat de la tercera.

## Proposició 1

### Enunciat
Tot cercle és igual a un triangle rectangle d'altura igual al radi i de base igual a la circumferència del cercle.

### Demostració
Hem d'entendre que en aquesta proposició es parla d'àrees. Com en moltes demostracions, Arquimedes fa servir el mètode de reducció a l'absurd, i ho fa d'aquesta manera:
- Suposem que l'àrea del cercle és major que l'àrea del triangle ({\displaystyle A_{cercle}>A_{triangle}}). Veurem que això no es pot complir.
- Suposem que l'àrea del cercle és menor que l'àrea del triangle ({\displaystyle A_{cercle}<A_{triangle}}). Veurem que tampoc no es pot complir.
- Com que l'àrea del cercle no pot ser ni major ni menor que l'àrea del triangle, per reducció a l'abusd, les àrees han de ser iguals ({\displaystyle A_{cercle}=A_{triangle}}).

Com que a l'època d'Arquimedes el llenguatge algebraic actual no s'havia desenvolupat, la demostració es complica una mica:
Considerem les dues figures: un cercle {\displaystyle C} amb perímetre {\displaystyle c}, radi {\displaystyle r} i àrea {\displaystyle A_{C}} i un triangle rectangle {\displaystyle T} amb base {\displaystyle c}, altura {\displaystyle r} i àrea {\displaystyle A_{T}}.
\begin{figure}[h]
\centering
\includegraphics[scale=0.75]{./fotos/propI}
\caption{\small{\textit{Cercle de radi = $r$ i l'equivalent triangle rectangle}}}
\label{Fig:prop1}
\end{figure}
La proposició diu que {\displaystyle A_{C}=A_{T}} i tal com ho va fer Arquimedes, hem de comprovar que no pot ser que {\displaystyle A_{C}>A_{T}} i {\displaystyle A_{C}<A_{T}}; llavors, per reducció a l'absurd, tindrem que {\displaystyle A_{C}=A_{T}}.
Suposem que {\displaystyle A_{C}>A_{T}}
Arquimedes sabia que, a l'inscriure un polígon regular dins una circumferència i dividir en dues parts iguals els seus costats repetidament, es podia arribar a un polígon regular inscrit tal que la seva àrea fos tan pròxima a la de la circumferència com es volgués. Anomenarem {\displaystyle A_{p}} a l'àrea del polígon inscrit. És a dir:
{\displaystyle A_{C}-A_{p}<A_{C}-A_{T}}
Podem pensar que {\displaystyle A_{C}-A_{p}} és major que {\displaystyle A_{C}-A_{T}} en algun cas, però com hem dit abans, podem augmentar el nombre de costats del polígon tant com vulguem fins que {\displaystyle A_{C}-A_{p}<A_{C}-A_{T}}. Dit això, arreglem la desigualtat restant {\displaystyle A_{C}} a les dues bandes i multiplicant-la per {\displaystyle -1}; obtenim un primer resultat:
{\displaystyle A_{p}>A_{T}}
Per altra banda, podem calcular l'àrea del polígon inscrit {\displaystyle A_{p}} i comparar-la amb la del triangle {\displaystyle T}, sabent que {\displaystyle h<r} i que {\displaystyle b\cdot n<c}, sent {\displaystyle h} l'apotema dels triangles isòsceles que divideixen el polígon, {\displaystyle b} la base d'aquests i {\displaystyle n} el nombre de costats del polígon:
{\displaystyle {\begin{array}{rcl}A_{p}&=&{\frac {1}{2}}\cdot h\cdot b\cdot n\\&&\\A_{T}&=&{\frac {1}{2}}\cdot r\cdot c\end{array}}}
D'aquí deduïm que {\displaystyle A_{p}<A_{T}}, cosa que contradiem el resultat anterior. Per tant, no pot ser cert que {\displaystyle A_{C}>A_{T}}.
Suposem {\displaystyle A_{C}<A_{T}}
Arquimedes sabia que, si circumscrivim un polígon a una circumferència i anem dividint els costats en dues parts iguals repetidament, es podia arribar a un polígon regular circumscrit tal que la seva àrea fos tan pròxima al cercle com es volgués. Anomenarem {\displaystyle A_{pc}} a l'àrea del polígon circumscrit. És a dir:
{\displaystyle A_{pc}-A_{C}<A_{T}-A_{C}}
Igual que abans, podem pensar que {\displaystyle A_{pc}-A_{C}} és major que {\displaystyle A_{T}-A_{C}} en algun cas, però podem dividir el polígon tants cops com ens faci falta perquè això no succeeixi. Així doncs, arreglem la desigualtat sumant a les dues bandes {\displaystyle A_{C}} i resulta:
{\displaystyle A_{pc}<A_{T}}
Per altra banda, compararem l'àrea del polígon circumscrit {\displaystyle A_{pc}} amb l'àrea del triangle {\displaystyle T}, sabent que en aquest cas, {\displaystyle h=r} i {\displaystyle b\cdot n>c}, sent {\displaystyle h} l'apotema dels triangles que divideixen el polígon, {\displaystyle b} la base dels mateixos i {\displaystyle n} el nombre de costats del polígon:
{\displaystyle {\begin{array}{rcl}A_{pc}&=&{\frac {1}{2}}\cdot h\cdot b\cdot n\\A_{T}&=&{\frac {1}{2}}\cdot r\cdot c\end{array}}}
D'aquí deduïm que {\displaystyle A_{pc}>A_{T}}, que contradiu el resultat anterior. Per tant, no pot ser cert que {\displaystyle A_{C}<A_{T}}.
Conseqüentment, com que {\displaystyle A_{C}<A_{T}} no és cert i {\displaystyle A_{C}>A_{T}} tampoc, llavors {\displaystyle A_{C}=A_{T}}.

## Proposició III

### Enunciat
```
El perímetre de tot cercle és igual al triple del diàmetre augmentat en un segment comprès entre 

  

    

      

        

          

            
10

            
71

          

        

      

    

    
{\displaystyle {\frac {10}{71}}}

  

 i 

  

    

      

        

          

            
1

            
7

          

        

      

    

    
{\displaystyle {\frac {1}{7}}}

  

 del diàmetre.
```

### Demostració
El que ens diu aquesta proposició és que el perímetre de qualsevol circumferència està comprès entre {\displaystyle 3+{\frac {10}{71}}} i {\displaystyle 3+{\frac {1}{7}}} del diàmetre. Arquimedes i molts matemàtics abans que ell sabien que hi havia una relació entre el perímetre del cercle i el seu diàmetre. Aquesta relació en diem ara {\displaystyle \pi }; només li faltava calcular-la. Per fer-ho, va utilitzar el mètode exhaustiu de la següent manera:
Sabem que:
{\displaystyle {\dfrac {\mbox{Perímetre cercle}}{\mbox{Diàmetre cercle}}}={\dfrac {2\cdot \pi \cdot r}{2\cdot r}}=\pi }
Per tant, si en comptes de fer servir el perímetre del cercle que desconeixem, fem servir els perímetres de polígons regulars inscrits i circumscrits al cercle, podrem trobar una aproximació per defecte (polígons inscrits) i accés (polígons circumscrits) de {\displaystyle \pi }. Arquimedes va utilitzar l'hexàgon per començar fer aquestes aproximacions, perquè se sap (i es pot comprovar fàcilment) que el costat de l'hexàgon inscrit és el radi de la circumferència que el conté. Aplicant el que hem dit anteriorment,obtenim la primera aproximació de {\displaystyle \pi }:
{\displaystyle \pi \simeq {\dfrac {\mbox{Perímetre hexàgon inscrit}}{\mbox{Diàmetre cercle}}}={\dfrac {6\cdot r}{2\cdot r}}=3}
Ara cal repetir el procés però amb un polígon de 12 costats: un dodecàgon inscrit. Però no sabem la mida del costat. Per trobar-la, només cal aplicar el teorema de Pitàgores un parell de vegades: primer trobarem el costat $h$ del triangle verd i després trobarem el costat $t_1$ del triangle blau:
{\displaystyle h={\sqrt {r^{2}+\left({\dfrac {r}{2}}\right)^{2}}}={\dfrac {r}{2}}\cdot {\sqrt {3}}}
Arquimedes va haver de calcular el valor de $\sqrt{3}$. No sabem pas com ho va fer exactament, però s'especula que va utilitzar l'aproximació d'Heró i fer quatre passos d'interpolació, però no se sap del cert. En tot cas, aquesta n'és l'aproximació:
{\displaystyle {\dfrac {265}{153}}<{\sqrt {3}}<{\dfrac {1351}{780}}}
Després, va calcular el costat {\displaystyle t_{1}} aplicant altre cop el teorema de Pitàgores:
{\displaystyle t_{1}={\sqrt {\left({\dfrac {r}{2}}\right)^{2}+(r-h)^{2}}}=r\cdot {\sqrt {2-{\sqrt {3}}}}}
I la segona aproximació de {\displaystyle \pi } és:
{\displaystyle \pi \simeq {\dfrac {\mbox{Perímetre dodecàgon inscrit}}{\mbox{Diàmetre cercle}}}={\dfrac {12\cdot r\cdot {\sqrt {2-{\sqrt {3}}}}}{2\cdot r}}=3.105828541}
Arquimedes va repetir aquest procés 3 vegades més per trobar el perímetre del polígon inscrit de 24, 48 i 96 costats i acotar inferiorment {\displaystyle \pi }. L'esquema recursiu és:
Anomenarem {\displaystyle H} a la mida del costat de l'últim polígon calculat, és a dir, si estem buscant el polígon de {\displaystyle 2n} costats, llavors {\displaystyle H} és la mida del costat del polígon de {\displaystyle n} costats:
{\displaystyle {\begin{array}{rcl}h&=&{\sqrt {r^{2}-((1/2)\cdot H)^{2}}}\\t_{1}&=&{\sqrt {((1/2)\cdot H)^{2}+(r-h)^{2}}}\\H&\leftarrow &t_{1}\end{array}}}
figura
Per altra banda, hem de calcular els perímetres dels polígons regulars circumscrits de 6, 12, 24, 48 i 96 costats, però això ja no és tant evident. Arquimedes va deduir unes fórmules per calcular el perímetre del polígon circumscrit a partir del polígon inscrit i circumscrit de la meitat de cares.
Anomenarem {\displaystyle C_{n}} al polígon regular circumscrit de {\displaystyle n} cares a una circumferència de radi {\displaystyle r} i {\displaystyle I_{n}} a l'inscrit de {\displaystyle n} cares:
{\displaystyle C_{2n}={\dfrac {2\cdot C_{n}I_{n}}{C_{n}+I_{n}}}}
figura

#### Demostració
Considerem un hexàgon inscrit i un de circumscrit en una circumferència de radi {\displaystyle r} tal com es veu en la figura. Tenim les següents relacions:
{\displaystyle {\begin{array}{rclcl}I_{6}&=&6AB&=&12AH\\C_{6}&=&6CD&=&12CG\end{array}}}
En el triangle {\displaystyle COG}, en ser {\displaystyle OE} la bisectriu de l'angle {\displaystyle {\widehat {COG}}}, llavors restulta que:
{\displaystyle {\dfrac {EG}{EC}}={\dfrac {OG}{OH}}={\dfrac {OA}{OC}}}
Com que els triangles {\displaystyle COG} i {\displaystyle AOH} són semblants,
{\displaystyle {\dfrac {OA}{OC}}={\dfrac {AH}{CG}}={\dfrac {12AH}{12CG}}={\dfrac {I_{6}}{C_{6}}}}
De la triple igultat anterior, resulta:
{\displaystyle {\dfrac {EC}{EG}}={\dfrac {C_{6}}{I_{6}}}}
Sumem 1 a les dues bandes i operem:
{\displaystyle {\begin{array}{rcl}{\dfrac {EC}{EG}}+1&=&{\dfrac {C_{6}}{I_{6}}}+1\\{\dfrac {EC+EG}{EG}}&=&{\dfrac {C_{6}+I_{6}}{I_{6}}}\\\end{array}}} Llavors, tenint en compte que {\displaystyle EC+EG=CG,}
{\displaystyle {\dfrac {I_{6}}{C_{6}+I_{6}}}={\dfrac {EG}{CG}}={\dfrac {24EG}{24CG}}={\dfrac {C_{12}}{2C_{6}}}\Longrightarrow C_{12}={\dfrac {2C_{6}I_{6}}{C_{6}+I_{6}}}}
Per començar la sèrie, Arquimedes havia de trobar el costat de l'hexàgon circumscrit, {\displaystyle CD} Aplicarem el teorema de Tales de triangles semblants i el teorema de Pitàgones per trobar {\displaystyle AH}. Com que els triangles {\displaystyle AGD} i {\displaystyle AHB} són semblants:
{\displaystyle {\dfrac {GD}{HB}}={\dfrac {AB}{AH}}}
Anomenarem {\displaystyle x} al costat {\displaystyle CD}, {\displaystyle {\frac {x}{2}}} al costat {\displaystyle GD} i {\displaystyle h} al costat {\displaystyle AH}. Així doncs:
{\displaystyle {\begin{array}{rcl}{\dfrac {x/2}{r/2}}&=&{\dfrac {r}{h}}\\{\dfrac {hx}{2}}&=&{\dfrac {r^{2}}{2}}\\x&=&{\dfrac {r^{2}}{h}}={\dfrac {r^{2}}{{\frac {r}{2}}{\sqrt {3}}}}={\dfrac {2r^{2}}{r{\sqrt {3}}}}={\dfrac {2r{\sqrt {3}}}{3}}\\\end{array}}}

## Proposició II

### Enunciat
```
"L'àrea del cercle és al quadrat del seu diàmetre com 11 és a 14."
```

La segona i tercera proposició poden ser analitzades de diferents punts de vista. Es creu que va haver-hi una alteració en l'ordre i, que a causa d'això, la segona i tercera proposició van ser intercanviades. Aquesta proposició, per tant, pot ser entesa com un corol·lari de la tercera. O sigui, coneixent ja una aproximació de {\displaystyle \pi }, Arquimedes va trobar que la relació del cercle al quadrat.

### Demostració
Per a aquesta demostració se suposarà que {\displaystyle \pi } és conegut i utilitzarem l'aproximació {\displaystyle \pi \simeq 3+{\dfrac {1}{7}}=3.142857}. Observem la següent figura:
figura
Es compleix que {\displaystyle FN=2CF} i que {\displaystyle NZ={\dfrac {1}{7}}\cdot CF}. Llavors es pot observar que el triangle {\displaystyle AZC} i el triangle{\displaystyle AFC} tenen una relació d'àrees que és
{\displaystyle {\mbox{Àrea}}_{AZC}=\left(3+{\dfrac {1}{7}}\right)\cdot {\mbox{Àrea}}_{AFC}={\dfrac {22}{7}}\cdot {\mbox{Àrea}}_{AFC}}
Com podem veure, tenen un costat comú i l'altre és {\displaystyle 3+{\dfrac {1}{7}}} cops més gran. Per altra banda, tenim que l'àrea del triangle {\displaystyle AFC} és un quart del quadrat {\displaystyle CDEF}, és a dir:
{\displaystyle {\mbox{Àrea}}_{AFC}={\dfrac {1}{4}}\cdot {\mbox{Àrea}}_{CDEF}}
ja que
{\displaystyle {\mbox{Àrea}}_{AFC}={\dfrac {{\text{diàmetre}}\cdot {\frac {\text{diàmetre}}{2}}}{2}}} i {\displaystyle {\mbox{Àrea}}_{CDEF}={\text{diàmetre}}^{2}}
També deduïm per la proposició I que l'àrea del triangle {\displaystyle AZC} és la mateixa que l'àrea del cercle, ja que {\displaystyle AC} és igual al radi del cercle i {\displaystyle CZ} és {\displaystyle 3+{\dfrac {1}{7}}\cdot {\mbox{diàmetre}}} (recordem que utilitzem una aproximació de {\displaystyle \pi =3+{\frac {1}{7}}}). Podem unir aquestes dues relacions de la següent manera:
{\displaystyle {\mbox{Àrea}}_{Cercle}={\mbox{Àrea}}_{AZC}={\dfrac {22}{7}}\cdot {\mbox{Àrea}}_{AFC}={\dfrac {22}{7}}\cdot \left({\dfrac {1}{4}}\cdot {\mbox{Àrea}}_{CDEF}\right)={\dfrac {11}{14}}\cdot {\mbox{Àrea}}_{CDEF}}
Hem aconseguit relacionar l'àrea del cercle amb l'àrea del quadrat i, amb l'aproximació de {\displaystyle \pi } donada, resulta que el factor de relació és d'{\displaystyle {\frac {11}{14}}}.